# Acianthera serrulatipetala
Acianthera serrulatipetala  es una especie de orquídea epifita que se encuentra en el Cerrado en Brasil.

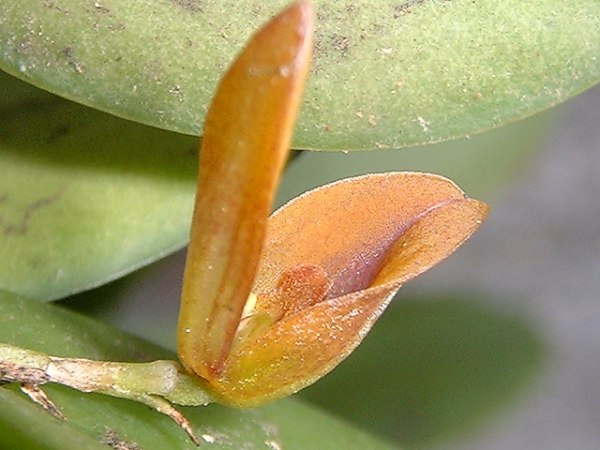
Detalle de la flor

## Descripción
Son plantas reptantes con rizomas robustos y con la longitud del tallo  y la anchura de las hojas variable. Sus flores son igualmente variables. Las flores pueden ser completamente de color naranja, verde o púrpura. El sépalo dorsal es generalmente transparente con tres listas de color púrpura en la base y más grueso y púrpura en el tercio apical. Los pétalos son lanceolados, siempre transparentes, con tres líneas de color púrpura, el labio es verrugoso, estrecho, con predominante color naranja. Es una especie de alianza de Acianthera saundersiana, de la que es un poco difícil de separar, por lo general las flores de A. serrulatipetala tiene sépalos laterales caídos fuertemente y longitudinalmente plegadas.

## Taxonomía
Acianthera serrulatipetala fue descrita por (Barb.Rodr.) Pridgeon & M.W.Chase y publicado en Lindleyana 16(4): 246. 2001.
Etimología
Acianthera: nombre genérico que es una referencia a la posición de las anteras de algunas de sus especies.
serrulatipetala: epíteto latino que significa "con los pétalos serrados".
Sinonimia
- Pleurothallis serrulapetala Barb. Rodr.
- Pleurothallis serrulatipetala Barb.Rodr.	[5][6]